# Col de Bretaye
Ne doit pas être confondu avec Gare de Col-de-Bretaye.
Le col de Bretaye est un col des Préalpes vaudoises, en Suisse situé sur la commune d'Ollon à 1 805 mètres d'altitude. Il relie Villars-sur-Ollon aux alpages de la région du lac de Bretaye, du lac Noir et du lac des Chavonnes et à La Forclaz dans la vallée des Ormonts.
Situé au cœur de la station de Villars-Gryon, il dispose de la gare de Col-de-Bretaye du chemin de fer à crémaillère Bex-Villars-Bretaye, un restaurant, un hôtel, des installations de ski et des chalets d'alpage.